# Melanotus chejuensis
Melanotus chejuensis is een keversoort uit de familie kniptorren (Elateridae). De wetenschappelijke naam van de soort is voor het eerst geldig gepubliceerd in 1999 door Lee in Lee, Woo & Kwon.